# Northowram
Northowram är en by i unparished area Halifax, i distriktet Calderdale, i grevskapet West Yorkshire, i England. Orten har 4 199 invånare (2001). Northowram var en civil parish 1866–1900 när blev den en del av Halifax. Civil parish hade 20 517 invånare år 1891. Byn nämndes i Domedagsboken (Domesday Book) år 1086, och kallades då Ufrun.